# Marie Humbert
Marie Humbert là một nữ diễn viên người Ghana và Thụy Sĩ. Cô đã nhận được đề cử tại Giải thưởng Học viện Điện ảnh Châu Phi lần thứ 10 cho nữ diễn viên phụ xuất sắc nhất.

## Sự nghiệp
Humbert đã đóng "Vivian" trong Adams Apples và "Susan" trong Potomanto, đây là bộ phim đầu tiên của cô và nhận được giải thưởng của Viện hàn lâm điện ảnh châu Phi cho nữ diễn viên phụ xuất sắc nhất trong đề cử vai phụ và đề cử giải thưởng điện ảnh Ghana. Cô đóng "Makena" tại An African City, mô tả vai diễn của cô trong phim như một sự phản ánh kinh nghiệm cá nhân của cô về việc chuyển đến Ghana vài năm trước. Cô mô tả Issa Rae và Meryl Streep là những chuyên gia trong ngành truyền cảm hứng cho cô. Tại Giải thưởng Điện ảnh Ghana 2016, Humbert đã nhận được đề cử cho nữ diễn viên xuất sắc nhất trong loạt phim truyền hình và khám phá các hạng mục của năm. Lễ trao giải được tổ chức tại khách sạn Kempinski Gold Coast, Accra vào tháng 12.

## Cuộc sống cá nhân
Humbert có nguồn gốc từ Ghana và Thụy Sĩ. Cô học nghệ thuật sân khấu tại Cours Florent ở Paris, nơi cô nhận được giải thưởng 'The Lesley Chatterley' cho nữ diễn viên xuất sắc nhất năm 2009. Trước đó, cô nhận bằng cử nhân nghệ thuật từ Đại học Deakin ở Melbourne, Úc, chuyên ngành Kịch. Cô thông thạo tiếng Anh và tiếng Pháp.